# رولاند بوريدغ ديكسون
رولاند بوريدغ ديكسون (بالإنجليزية: Roland Burrage Dixon)‏ هو عالم إنسان أمريكي، ولد في 6 نوفمبر 1875 في ورسستر في الولايات المتحدة، وتوفي في 1934.

## وصلات خارجية
- رولاند بوريدغ ديكسون على موقع الموسوعة البريطانية (الإنجليزية)